# Stazione di Kita-Mitsukaidō
La stazione di Kita-Mitsukaidō (北水海道駅?, Kita-Mitsukaidō-eki) è una fermata ferroviaria di Jōsō, città della prefettura di Ibaraki e servita dalla linea Jōsō delle Ferrovie del Kantō.

## Linee
Ferrovie del Kantō
● Linea Jōsō

## Struttura
La stazione è dotata di un marciapiede laterale con un binario passanti in superficie utilizzato per entrambe le direzioni di marcia. Il fabbricato è di piccole dimensioni, con una tettoia che copre parte del marciapiede, e una piccola sala d'attesa.

## Stazioni adiacenti
| «                   | Servizio   | »          |
| Linea Jōsō          | Linea Jōsō | Linea Jōsō |
| ------------------- | ---------- | ---------- |
| Mitsukaidō          | Locale     | Nakatsuma  |
| Il Rapido non ferma |            |            |